# Martinskirche (Stuttgart-Möhringen)

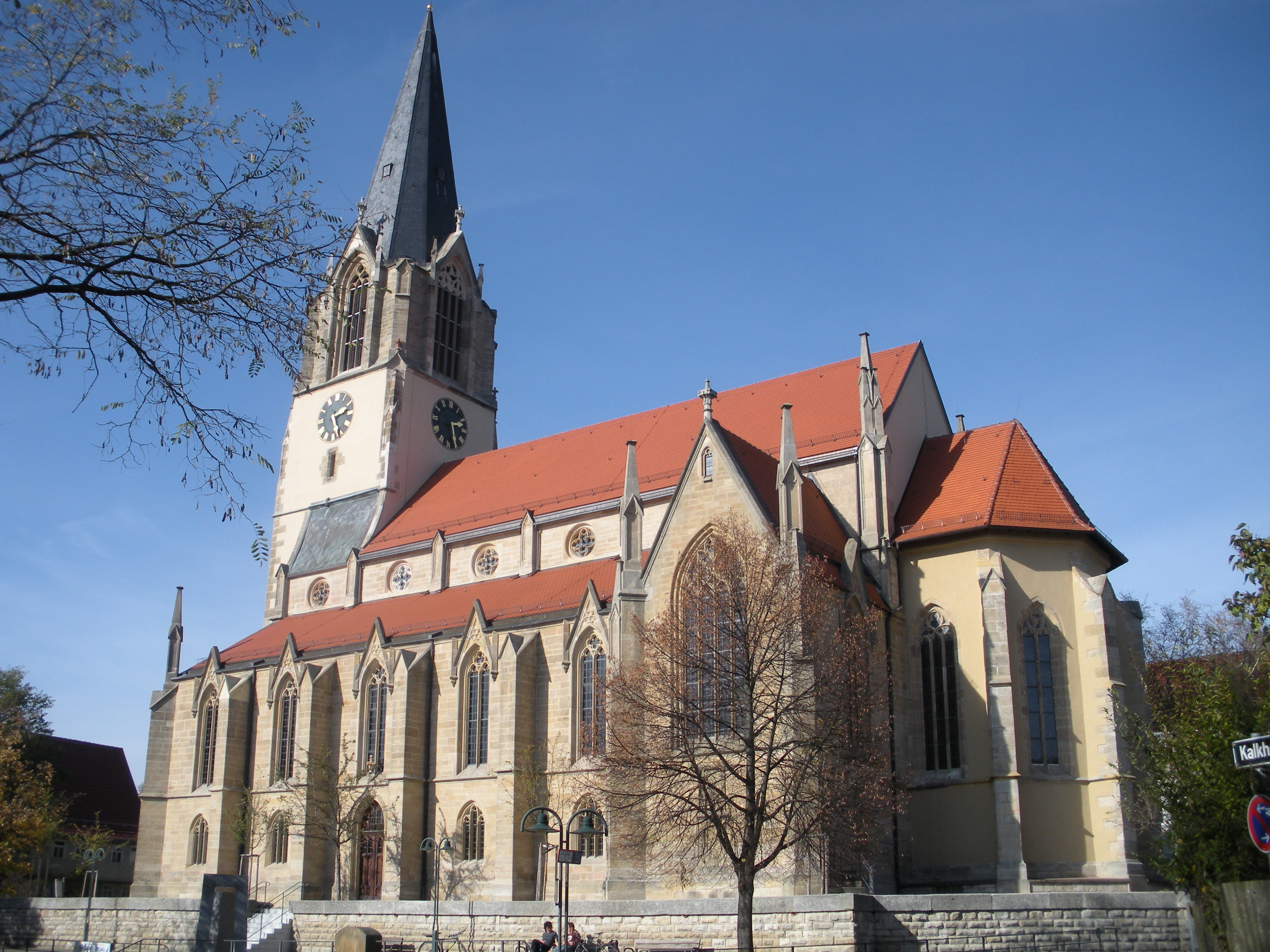
Martinskirche Stuttgart-Möhringen

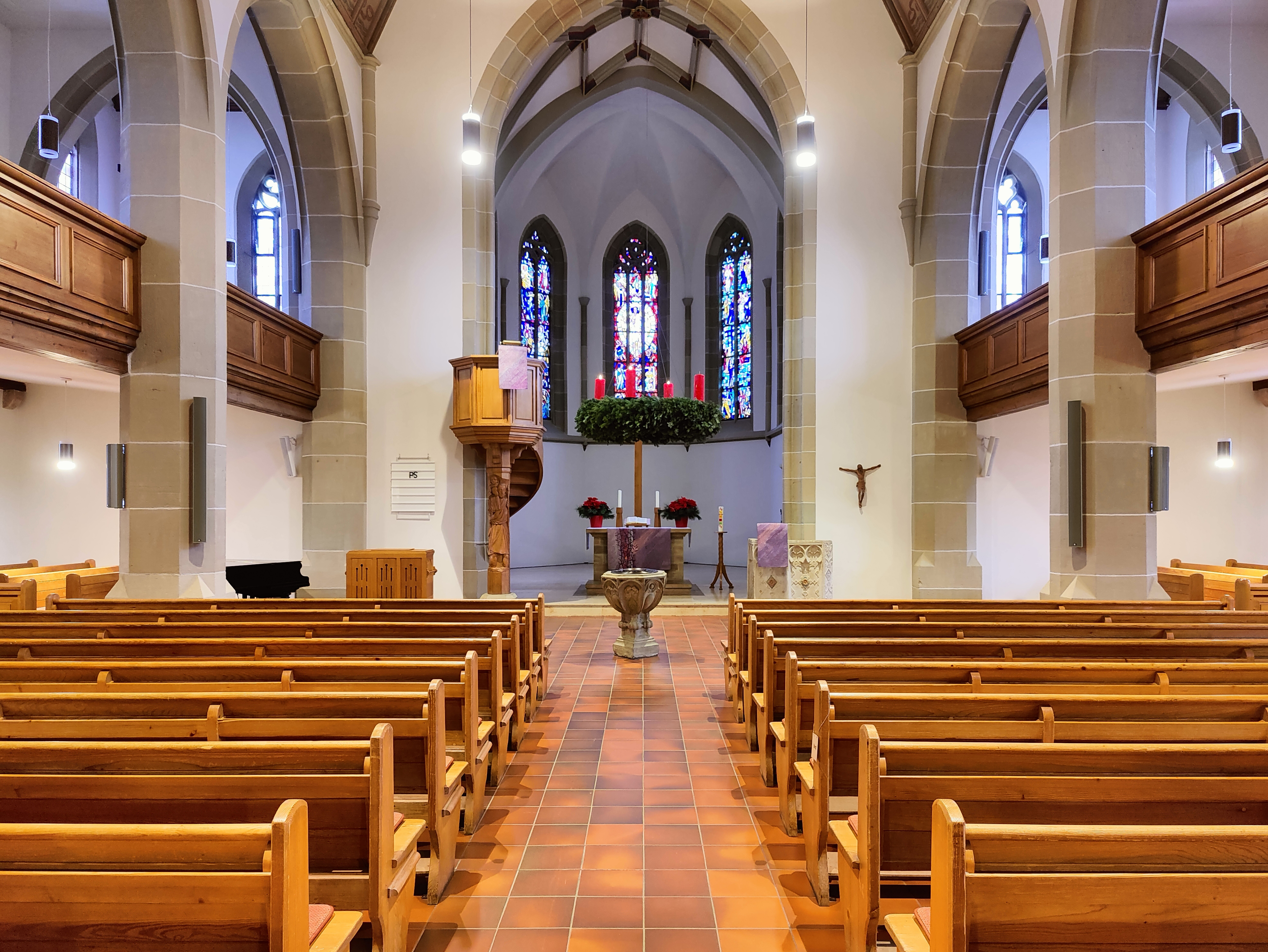
Innenraum (2022)

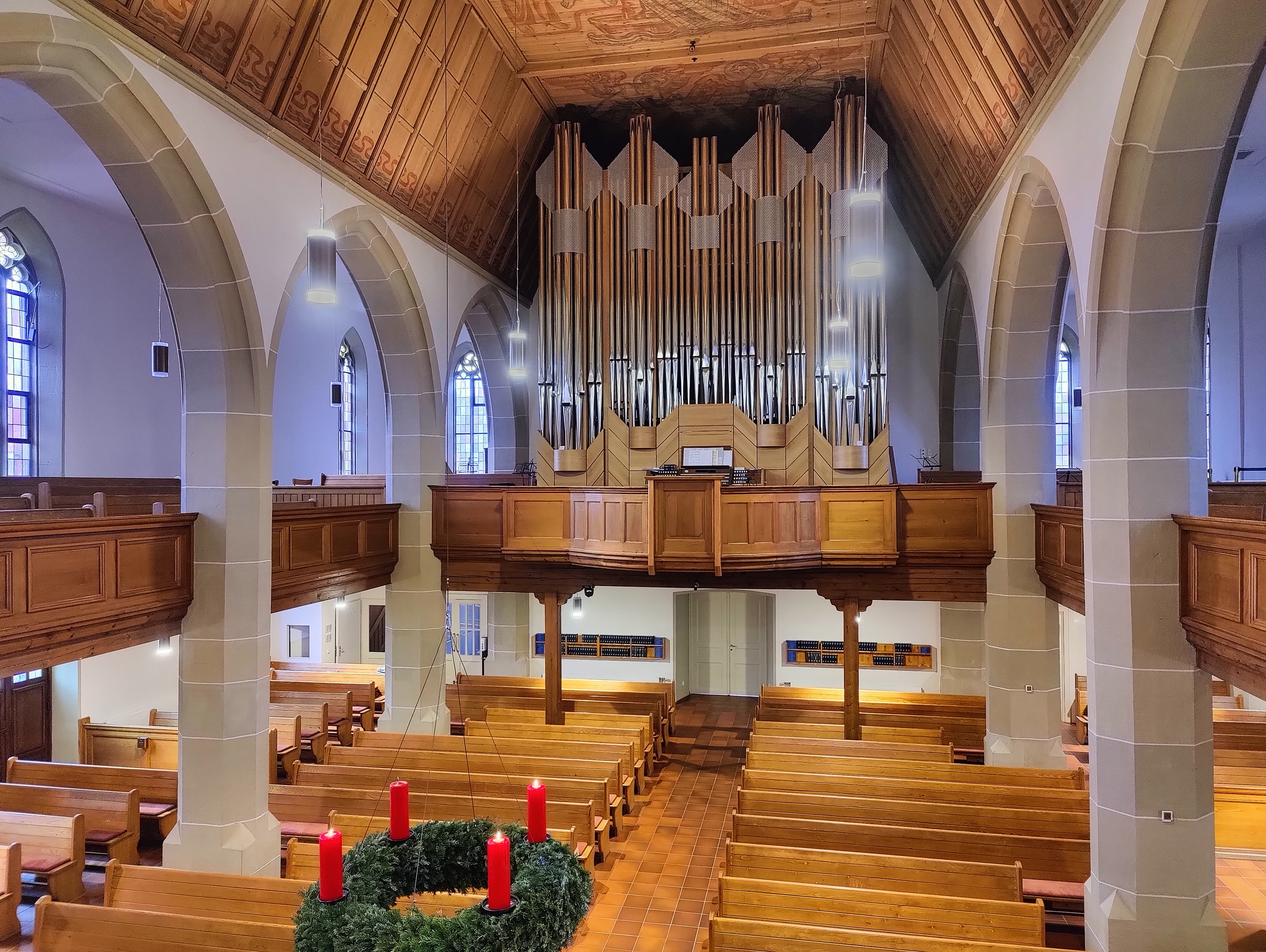
Innenraum, Blick zur Orgel

Die evangelische Martinskirche (auch Filderdom genannt) ist ein evangelisches Kirchengebäude in Stuttgart-Möhringen.

## Geschichte
Im 15. Jahrhundert stand an der Stelle der heutigen neugotischen Martinskirche ein romanischer Vorgängerbau. Von diesem sind zwei Säulen erhalten, welche heute die Innenseite des Spitalhoftores zieren. Diese Vorgängerkirche war baufällig geworden, 1459 stürzte der Kirchturm ein. Man entschied sich für einen Neubau. Ausführender Architekt war der Baumeister Hans Böblinger. Anhand zweier Schlusssteine – der eine im spätgotischen Netzgewölbe im Chor, der andere im unteren Turmgewölbe – lässt sich die Fertigstellung der Kirche auf das Jahr 1464 datieren.
Um das Jahr 1595 wurde der Innenraum verbessert; und es wurde ein neuer Taufstein eingeweiht; außerdem wurde mit dem Bau von Emporen begonnen und vermutlich auf der Empore auch eine Orgel errichtet.
Der Vorgängerbau der heutigen Kirche wurde im Lauf des 19. Jahrhunderts für die anwachsende Kirchengemeinde zu klein. 1852/1853 wurde der baufällige Kirchturm erneuert und mit einer neugotischen Steinspitze mit gusseiserner Pyramide und Laterne ausgestattet. Mitte des 19. Jahrhunderts wurde auch das große Westportal mit dem darüber liegenden Fenster geschaffen. 1853 wurde die alte Kirche abgerissen, und in den Jahren 1853 bis 1855 wurde das neugotische Kirchenschiff nach Plänen des Stuttgarter Baumeisters Christian Friedrich von Leins erbaut. Am 11. November 1855 (Namenstag des Kirchenheiligen Sankt Martin) wurde die Kirche geweiht.
Nach Behebung gravierender baulicher Mängel und einer Generalüberholung 1935 wurde die Martinskirche im März 1944 durch einen Bombentreffer fast vollständig zerstört. 1948 begann der Wiederaufbau, am 16. Oktober 1949 wurde die Kirche wieder eingeweiht. Aufgrund der damaligen Wirtschaftslage wurde sie nur vereinfacht rekonstruiert; insbesondere unter Verzicht auf die hochgemauerten alten Gewölbe. Ende des 20. Jahrhunderts wurde die Kirche außen saniert.

## Orgel
Nach dem Wiederaufbau wurde 1951 eine neue Orgel der Firma E. F. Walcker & Cie. (Ludwigsburg) eingeweiht; realisiert wurden zunächst nur das Hauptwerk und ein Teil des Pedalwerkes; 1955 wurde das Instrument vollendet. Eine technische Instandsetzung erfolgte 1989/1990. Gleichwohl erwies sich das Instrument immer wieder als störanfällig, so dass ein Neubau beschlossen wurde.
Die neue Orgel wurde 2020 von der Firma Johannes Klais Orgelbau fertiggestellt. Das Instrument hat 42 Register auf drei Manualwerken und Pedalwerk, außerdem zwei Transmissionen im Pedal. Das Instrument wurde am  5. Juli 2020 eingeweiht. Das Festkonzert gestaltete der ehemalige Kirchenmusiker der Kirche Jens Wollenschläger.
| I Hauptwerk C–c4 |                 |        |
| 01.              | Salicional      | 16′    |
| 02.              | Principal       | 08′    |
| 03.              | Viola di Gamba  | 08′    |
| 04.              | Quintatön       | 08′    |
| 05.              | Concertflöte    | 08′    |
| 06.              | Octave          | 04′    |
| 07.              | Flauto dolce    | 04′    |
| 08.              | Quinte          | 02 ⁄3′ |
| 09.              | Superoctave     | 02'    |
| 10.              | Mixtur major IV | 02′    |
| 11.              | Trompete        | 08′    |

| II Positiv C–c4 |                  |        |
| 12.             | Salicional       | 8′     |
| 13.             | Gemshorn         | 8′     |
| 14.             | Doppelgedeckt    | 8′     |
| 15.             | Principal        | 4′     |
| 16.             | Rohrflöte        | 4′     |
| 17.             | Nasat            | 2 ⁄3′  |
| 18.             | Octave           | 2′     |
| 19.             | Terz             | 1 3⁄5′ |
| 20.             | Mixtur minor III | 1 ⁄3′  |
| 21.             | Clarinette       | 8′     |
| 22.             | Vox humana       | 8′     |
|                 | Tremulant        |        |

| III Schwellwerk C–c4 |                      |        |
| 23.                  | Lieblich Gedeckt     | 16′    |
| 24.                  | Flaut amabile        | 08′    |
| 25.                  | Viola                | 08′    |
| 26.                  | Vox coelestis        | 08′    |
| 27.                  | Fugara               | 04′    |
| 28.                  | Traverse             | 04′    |
| 29.                  | Piccolo              | 02′    |
| 30.                  | Cornettino II–III    | 02 ⁄3′ |
| 31.                  | Trompette harmonique | 08′    |
| 32.                  | Oboe                 | 08′    |
|                      | Tremulant            |        |

| Pedalwerk C–g1 |                             |     |
| 33.            | Violone                     | 16′ |
|                | Salicional (= Nr. 1)        | 16′ |
| 34.            | Subbass                     | 16′ |
|                | Lieblich Gedeckt (= Nr. 23) | 16′ |
| 35.            | Octavbass                   | 08′ |
| 36.            | Violoncello                 | 08′ |
| 37.            | Gedecktbass                 | 08′ |
| 38.            | Octave                      | 04′ |
| 39.            | Fagott                      | 32′ |
| 40.            | Fagott                      | 16′ |
| 41.            | Posaune                     | 16′ |
| 42.            | Trompete                    | 08′ |

- Koppeln:

Normalkoppeln: II/I, III/I, III/II, I/P, II/P, III/P
Sub- und Superoktavkoppeln: jeweils III/I, III/II, III/III; zusätzlich III/P als Superoktavkoppel

## Geläut
Im Turm der Martinskirche hängen vier Glocken.
| Nr. | Name        | Gussjahr | Gießer                           | Masse (kg) | Durchm (mm) | Nominal | Inschrift                                             |
| --- | ----------- | -------- | -------------------------------- | ---------- | ----------- | ------- | ----------------------------------------------------- |
| 1   | Dominica    | 1806     | Johann Gottlob Krieger (Breslau) | 1589       | 1460        | cis1    | Mich Goss Johann Gottlob Krieger 1806 in Breslau      |
| 2   | Betglocke   | 1952     | Heinrich Kurtz (Stuttgart)       | 1140       | 1220        | e1      | Dein Reich komme                                      |
| 3   | Kreuzglocke | 1948     | Heinrich Kurtz (Stuttgart)       | 840        | 1090        | fis1    | Wachet und betet                                      |
| 4   | Taufglocke  | 1952     | Heinrich Kurtz (Stuttgart)       | 560        | 960         | gis1    | Wer da glaubt und getauft wird, der wird selig werden |